# Charaxes dealbata
Charaxes dealbata är en fjärilsart som beskrevs av James John Joicey och Talbot 1922. Charaxes dealbata ingår i släktet Charaxes och familjen praktfjärilar. Inga underarter finns listade i Catalogue of Life.